# Chrysolophus
Chrysolophus is een geslacht van vogels uit de familie fazantachtigen (Phasianidae). De vogels in dit geslacht worden ook wel kraagfazanten genoemd.

## Soorten
Het geslacht kent de volgende soorten:
- Chrysolophus amherstiae – Ladyamherstfazant
- Chrysolophus pictus – Goudfazant